# Copa espanyola d'hoquei sobre patins femenina 2025
La Copa de la Reina Iberdrola d'hoquei sobre patins 2025 fou la vintena edició de la Copa espanyola d'hoquei sobre patins. Se celebrà des del 12 fins al 15 juny de 2025 al Pavelló Esportiu de Can Xarau de Cerdanyola del Vallès i fou organitzada per la Federació Espanyola de Patinatge. Hi participaren els vuit primers equips classificats de la primera volta de l'OK Lliga 2024-25 i la competició es disputà en format d'eliminació directa amb quarts de final, semifinals i final.
El torneig fou retransmès per Esport3, Teledeporte/RTVE Play i la plataforma en línia OK Liga Iberdrola TV. Simultàniament es disputa la Minicopa d'hoquei sobre patins en categoria Fem15.

## Clubs participants
- Cerdanyola Club d'Hoquei
- Hockey Club Coruña
- CP Esneca Fraga
- Martinelia Manlleu
- Generali HC Palau
- Telecable Hockey Club
- CP Vila-sana Coop d'Ivars
- CP Voltregà Movento Stern

## Competició

### Quadre de competició
|  | Quarts de final      | Quarts de final      |                      |   | Semifinals | Semifinals |  |  | Final | Final |
|  |                      |                      |                      |   |            |            |  |  |       |       |
|  | 12 de juny 18:00 CET |                      |                      |   |            |            |  |  |       |       |
|  |                      |                      |                      |   |            |            |  |  |       |       |
|  | CP Fraga             | 3                    |                      |   |            |            |  |  |       |       |
|  | CP Fraga             | 3                    | 14 de juny 13:00 CET |   |            |            |  |  |       |       |
|  | Martinelia Manlleu   | 2                    |                      |   |            |            |  |  |       |       |
|  | Martinelia Manlleu   | 2                    | CP Fraga             | 1 |            |            |  |  |       |       |
|  | 12 de juny 20:30 CET |                      | CP Fraga             | 1 |            |            |  |  |       |       |
|  |                      | Cerdanyola CH        | 3                    |   |            |            |  |  |       |       |
|  | Telecable HC         | Cerdanyola CH        | 3                    | 1 |            |            |  |  |       |       |
|  | Telecable HC         |                      | 15 de juny 13:00 CET | 1 |            |            |  |  |       |       |
|  | Cerdanyola CH        | 3                    |                      |   |            |            |  |  |       |       |
|  | Cerdanyola CH        | 3                    | Cerdanyola CH        | 0 |            |            |  |  |       |       |
|  | 13 de juny 18:00 CET |                      | Cerdanyola CH        | 0 |            |            |  |  |       |       |
|  |                      | CP Vila-sana         | 5                    |   |            |            |  |  |       |       |
|  | Generali HC Palau    | CP Vila-sana         | 5                    | 2 |            |            |  |  |       |       |
|  | Generali HC Palau    | 14 de juny 16:00 CET |                      | 2 |            |            |  |  |       |       |
|  | HC Coruña            | 0                    |                      |   |            |            |  |  |       |       |
|  | HC Coruña            | 0                    | Generali HC Palau    | 1 |            |            |  |  |       |       |
|  | 13 de juny 20:30 CET |                      | Generali HC Palau    | 1 |            |            |  |  |       |       |
|  |                      | CP Vila-sana         | 2                    |   |            |            |  |  |       |       |
|  | CP Vila-sana         | CP Vila-sana         | 2                    | 2 |            |            |  |  |       |       |
|  | CP Vila-sana         |                      |                      | 2 |            |            |  |  |       |       |
|  | CP Voltregà          | 1                    |                      |   |            |            |  |  |       |       |
|  | CP Voltregà          | 1                    |                      |   |            |            |  |  |       |       |

### Quarts de final
| 12 de juny de 2025          | CP Esneca Fraga           | 3-2            | Martinelia Manlleu            | Cerdanyola del Vallès                                  |  |
| 18:00 CET Quarts de final 1 | Soto 14', 22', 40' (f.d.) | Informe Partit | Aviles 33' · López 47' (f.d.) | Pavelló Esportiu Can Xarau David Calonge i Joel Garcia |  |

| 12 de juny de 2025          | Telecable HC | 1-3     | Cerdanyola CH                  | Cerdanyola del Vallès                                  |  |
| 20:30 CET Quarts de final 2 | Piquero 0'   | Informe | Valverde 25' · Castro 35', 45' | Pavelló Esportiu Can Xarau Ivan González i Oriol Pérez |  |

| 13 de juny de 2025          | Generali HC Palau          | 2-0             | HC Coruña | Cerdanyola del Vallès                                   |  |
| 18:00 CET Quarts de final 3 | Florenza 25' · Colomer 27' | Informe Notícia |           | Pavelló Esportiu Can Xarau Daniel Villar i Albert Barba |  |

| 13 de juny de 2025          | CP Vila-sana Coop d'Ivars | 2-1             | CP Voltregà Movento Stern | Cerdanyola del Vallès                                    |  |
| 20:30 CET Quarts de final 4 | Agudo 27' · Silva 39'     | Informe Notícia | Bosch 24'                 | Pavelló Esportiu Can Xarau Ruben Fernández i Raul Burgos |  |

### Semifinals
| 14 de juny de 2025    | CP Esneca Fraga | 1-3             | Cerdanyola CH                       | Cerdanyola del Vallès                                      |  |
| 13:00 CET Semifinal 1 | Soto 38'        | Informe Notícia | Castro 7' · González 31' · Solé 42' | Pavelló Esportiu Can Xarau Ruben Fernández i Daniel Villar |  |

| 14 de juny de 2025    | Generali HC Palau | 1-2     | CP Vila-sana Coop d'Ivars | Cerdanyola del Vallès      |  |
| 16:00 CET Semifinal 2 | Puigdueta 25'     | Informe | Felamini 37' · Agudo 58'  | Pavelló Esportiu Can Xarau |  |

### Final
| Cerdanyola CH | 0-5             | CP Vila-sana Coop d'Ivars                                      |
| ------------- | --------------- | -------------------------------------------------------------- |
|               | Notícia Informe | V. Porta 0' · Gómez 10' · Agudo 24' · Antón 29' · M. Porta 44' |

| Cerdanyola CH | CP Vila-sana Coop d'Ivars |

| #             | Pos. | Nom            |  |
| ------------- | ---- | -------------- |  |
| 82            | POR  | Estela Rubio   |  |
| 7             |      | Paula Ferrón   |  |
| 9             |      | Irene Torres   |  |
| 13            |      | Gemma Solé     |  |
| 22            |      | Laura Valverde |  |
| 23            |      | Ana Valverde   |  |
| 46            |      | Noa González   |  |
| 64            |      | Carla Ferrer   |  |
| 68            |      | Carla Castro   |  |
| 99            | POR  | Julia Masnou   |  |
| Entrenador    |      |                |  |
| Juanjo Ferrer |      |                |  |

| Campió de la Copa de la Reina 2025     |
| -------------------------------------- |
| CP Vila-sana Coop d'Ivars Primer títol |

| #            | Pos. | Nom            |    |
| ------------ | ---- | -------------- | -- |
| 20           | POR  | Anna Salvat    |    |
| 3            |      | Daiana Silva   |    |
| 7            |      | Luciana Agudo  |    |
| 8            |      | Gimena Gómez   |    |
| 9            |      | Flor Felamini  |    |
| 12           |      | Maria Porta    |    |
| 14           |      | Victòria Porta | 1' |
| 77           |      | Ana Horche     |    |
| 78           |      | Dana Antón     |    |
| 23           | POR  | Sandra Coelho  |    |
| Entrenador   |      |                |    |
| Lluís Rodero |      |                |    |